# Sulcia orientalis
Sulcia orientalis là một loài nhện trong họ Leptonetidae.
Loài này thuộc chi Sulcia. Sulcia orientalis được Wladislaus Kulczynski miêu tả năm 1914.